# Leslie Graham
Robert Leslie "Les" Graham,  född 14 september 1911, död 12 juni 1953 på Isle of Man, var en brittisk roadracingförare. Han blev 1949 den förste världsmästaren i roadracing i huvudklassen 500GP.

## Tidig tävlingskarriär (1929–1939)
Les Graham började sin tävlingskarriär på motorcykel på jordbana - på Stanley Speedway i Liverpool, men körde sedan landsvägs- och banrace med begagnade motorcyklar av olika märke. Han tävlade under flera år med Rudge-hybrider med varierande framgång.
1936 lyckades han komma över en ny 250 cc OK-Supreme med överliggande kamaxel billigt. Han byggde om den och startade i 1936 års Ulsters Grand Prix. Efter ett varv skar motorn. Han renoverade motorn till 1937 och visade körtalang men hade ofta teknikproblem. Les Graham vann sitt första race på Donington Park och kom sedan fyra i Ulsters Grand Prix. Framgången väckte intresse från tillverkarna och han fick jobb på motorverkstaden i OK-Supremes verkstäder samt tävlade framgångsrikt för OK-JAP i Midlands.
Graham kom tolva i lättviktsklassen i Isle of Man TT 1938 och låg 1939 fyra i Senior-TT på en Rudge när växellådan gick sönder på sista varvet. Inför 1940 skrev Les Graham på för Velocette, men andra världskriget kom emellan.

## Andra världskriget
Graham tjänstgjorde som pilot i RAF och flög Lancaster-bombplan över Tyskland. Han uppnådde graden Flight Lieutnant och fick i december 1944 tapperhetsmedaljen Distinguished Flying Cross. Därefter flög han transportplan till muck 1946. Då hade han en inbjudan från Wing commander J.M. ("Jock") West, att bli försäljare och tävla för Associated Motorcycles (AMC).

## Efterkrigskarriären (1946–1953)
Les Graham återvände till den nystartande racingen i slutet av 1940-talet som fabriksförare för AJS. Hans första seger efter kriget kom dock på en Norton 350 på Cadwell Park. 1947 kom han 9:a på en AJS Porcupine i Senior TT på Isle of Man. Vid nästa års Isle of Man TT kom han 7:a i Junior TT, men bröt Senior TT. Samma år slog Graham, tillsammans med Jock West och Georges Moneret, 18 världsrekord i hastighetsåkning med motorcykel på Montlhery-banan. De uppmätta hastigheterna låg mellan 172 och 178 km/h.
FIM:s världsmästerskap för motorcyklar hölls första gången 1949 och den första deltävlingen - Grand Prix - var Isle of Man TT. Graham, som körde en AJS Porcupine i 500-klassen, ledde med 90 sekunder när några kilometer återstod. Han drabbades då av ett mekaniskt fel och sköt cykeln i mål på en nionde plats. Andra deltävlingen var Schweiz Grand Prix på Bremgarten  där Les Graham vann och fick en extra poäng för snabbaste varv. Tredje omgången var Hollands TT, där Graham kom tvåa efter Nello Pagani. Han bröt Belgiens Grand Prix på Spa. Omgång fem var Ulsters Grand Prix där Les Graham vann och tog bonuspoängen för snabbaste varv. Sista deltävlingen var Italiens Grand Prix på Monza där hemmaföraren Nello Pagani vann. VM-reglerna den första säsongen sade att förarna fick räkna sina tre bästa resultat, varför Leslie Graham blev historiens förste världsmästare i roadracing. Han hade två segrar och en andraplats, mot Paganis två segrar och en tredjeplats.
1950 blev Graham VM-trea efter italienaren Umberto Masetti (Gilera) och den nye engelske stjärnan Geoff Duke (Norton).
1951 skrev Graham på för MV Agusta för att utveckla deras nya fyrcylindriga motorcykel i 500-klassen och i 350-klassen körde han en Velocette MkVIII KTT 350. Då den vann han Schweiz GP och slutade sexa totalt. I 125GP blev Graham åtta.
1952 nollade Graham premiären i Schweiz, blev tvåa på Isle of Man efter irländaren Reg Armstrong. Därpå följde Holland och Belgien utan poäng och en fjärdeplats och snabbaste varv i Västtyskland. På Ulster bröt han efter däcksproblem, men tog snabbaste varvet. På Monza tog han MV Agustas första Grand Prix-seger inför en entusiastisk italiensk publik. I säsongsavslutningen i Spaniens Grand Prix (MC) upprepade Graham bedriften och slutade tvåa i VM efter Gileras Umberto Masetti. I 250GP använde han sig av Velocette och Benelli och kom trea. I 125GP blev det en fjärdeplats för MV Agusta.
Les Graham var favorittippad inför Grand Prix-säsongen 1953. På Isle of Man vann han äntligen ett race, torsdagens lättviktsklass på sin MV Agusta 125. Under fredagens Senior TT tappade Leslie Graham kontrollen över sin motorcykel i hög fart längst ner i Bray Hill. Han avled omedelbart. Carlo Bandiola och MV Agustas racingteam drog sig ur världsmästerskapet det året, av respekt för Les Graham.

## Segrar 500GP
| Nr | Grand Prix | År   |
| -- | ---------- | ---- |
| 1  | Schweiz    | 1949 |
| 2  | Nordirland | 1949 |
| 3  | Schweiz    | 1950 |
| 4  | Italien    | 1952 |
| 5  | Spanien    | 1952 |

## Segrar 350GP
| Nr | Grand Prix | År   |
| -- | ---------- | ---- |
| 1  | Schweiz    | 1950 |
| 2  | Schweiz    | 1951 |

## Segrar 125GP
| Nr | Grand Prix  | År   |
| -- | ----------- | ---- |
| 1  | Isle of Man | 1953 |